# علنج دلبي الأوراق
علنج دلبي الأوراق (الاسم العلمي: Alangium platanifolium) هو نوع من النباتات يتبع جنس العلنج من الفصيلة القرانية. سمي هذا النوع دلبي الأوراق لتشابه أوراقه مع أوراق نبات الدلب.